# Lleialtat (Star Trek: La nova generació)
"Lleialtat" (títol original en anglès "Allegiance") és el divuitè episodi de la tercera temporada de la sèrie de televisió de ciència-ficció estatunidenca Star Trek: La nova generació, i el 66è de tota la sèrie, que es va emetre originalment el 26 de març de 1990, en redifusió als Estats Units. Fou dirigit per Winrich Kolbe i el guió fou escrit per Richard Manning i Hans Beimler.
Ambientada al segle XXIV, la sèrie segueix les aventures de la tripulació de la nau de la Flota Estel·lar de la Federació Enterprise-D sota el comandament del capità Jean-Luc Picard. En aquest episodi, el capità Picard es veu segrestat de l' Enterprise i retingut en una cambra amb altres presoners, mentre un doppelgänger que el substitueix es comporta de manera estranya i dóna ordres cada cop més inquietants.

## Argument
Mentre dorm a les seves estances a l' Enterprise després de completar amb èxit una missió, el capità Picard és segrestat per un dispositiu desconegut. Es troba en una cel·la amb dos presoners més: la cadet de l'Acadèmia de la Flota Estel·lar Milena Haro de Bolarus IX; i el filòsof Kova Tholl de Mizar II. Més tard se'ls uneix el violent Esoqq de Chalnoth. Tenen llits i instal·lacions escasses, i la seva única font de nutrició és un dispensador de discos de goma sense gust, que Esoqq no pot menjar. Es mou cap a Tholl com per menjar-se'l, però Picard és capaç de dissuadir Esoqq temporalment. Picard intenta esbrinar per què els quatre han estat segrestats, però no troba cap connexió. Picard organitza Haro i Esoqq per intentar trencar el pany de l'única porta de la cel·la. Inicialment frustrats per un raig aturdidor quan manipulen els controls, aconsegueixen anul·lar el raig i després derrotar la seguretat de la porta, només per trobar una paret en blanc darrere d'ella.
Mentrestant, a l'Enterprise, un doppelgänger de Picard ha ocupat el seu lloc, ordenant a la nau que retardi una cita programada amb una altra nau i viatgi lentament cap a un púlsar proper. En el camí, el doble de Picard mostra un comportament que la tripulació sènior comença a qüestionar, com ara el seu nou romanç ambla  Dra. Crusher, així com implicar la tripulació a cantar "Heart of Oak", la marxa oficial de la Royal Navy, a Ten Forward. En arribar al púlsar, el doble de Picard ordena que s'apropi la nau, exposant potencialment la tripulació a la  radiació ionitzant letal, el Comandant Riker i la resta de la tripulació del pont es neguen a seguir les seves ordres, de manera que el l'elimina efectivament del comandament a causa de la seva incapacitat per al deure.
Després de descobrir la porta falsa a la cel·la, l'autèntica Picard dedueix que Haro no és qui diu ser, ja que coneix detalls d'una missió secreta de la Flota Estel·lar que no estava disponible per als cadets de l'Acadèmia. Picard observa que els quatre captius alienígenes diferents i l'entorn estretament controlat suggereixen algun tipus d'experiment: Tholl, el col·laborador que acompanya qui està al capdavant; Esoqq, típic de la seva espècie, un anarquista violent que rebutja qualsevol mena d'autoritat; Haro, el cadet, va jurar obeir les ordres sense cap dubte; i Picard, un líder, acostumat a donar ordres. Haro es revela que no és una boliana, sinó que és membre d'una espècie alienígena no identificada. Ella torna a la seva forma natural i se li uneix un segon alienígena; els dos han estat estudiant el concepte d'autoritat i lideratge, ja que la seva raça no té estructures d'autoritat jeràrquica com les que tenen els humans i altres races. Com que el coneixement dels captius de l'experiment ha fet impossible continuar recopilant dades sobre el seu comportament natural, els extraterrestres retornen Picard, Tholl i Esoqq als seus respectius llocs originals.
A bord de l' Enterprise, també es revela que el doble de Picard és de la mateixa espècie alienígena, tots els membres de la qual estan en contacte telepàtic constant, cosa que els alienígenes comenten és molt superior a la comunicació vocal que fan servir els éssers a bord de l' Enterprise. Quan Picard els critica per participar en segrests i assalts, els extraterrestres expressen el desconeixement de la moralitat de Picard i indiquen que hauran d'estudiar més aquest concepte. Tanmateix, Picard utilitza una sèrie de senyals no verbals per dirigir a la seva tripulació per atrapar-los dins d'un camp de força, fent que els extraterrestres s'espantin, ja que no poden suportar la captivitat. Al cap d'uns instants, allibera el camp i els deixa anar en llibertat, però els avisa que no tornin mai més a segrestar els altres.

## Repartiment i doblatge al català
La sèrie va ser doblada al català pels estudis Tramontana (primera part) i Soundtrack (segona part) i emesa a TV3 l’any 1991. Els dobladors de l'episodi foren:
| Personatge      | Actor/actriu     | Veu en català         |
| --------------- | ---------------- | --------------------- |
| Jean-Luc Picard | Patrick Stewart  | Joan Crosas           |
| William Riker   | Jonathan Frakes  | Antoni Forteza        |
| Data            | Brent Spinner    | Joaquim Sota          |
| Geordi La Forge | LeVar Burton     | Aleix Estadella       |
| Worf            | Michael Dorn     | Enric Arquimbau       |
| Beverly Crusher | Gates McFadden   | Aurora Garcia         |
| Deanna Troi     | Marina Sirtis    | Victòria Pagès        |
| Wesley Crusher  | Will Wheaton     | Roger Pera            |
| Kova Tholl      | Stephen Markle   | Enric Isasi Isasmendi |
| Esoqq           | Reiner Schöne    | Pep Ribas             |
| Mitena Haro     | Joycelyn O'Brien | Maria Josep Guasch    |
| Alienígena      | Jerry Rector     | Manel Català          |
| Alienígena      | Jeff Rector      | Amadeu Aguado         |

## Producció
L'episodi va néixer de la necessitat d'explicar una història amb un pressupost més baix després que L'Enterprise del passat s'havia encarit molt , i el desig de fomentar el desenvolupament del personatge de Picard. Aquest episodi presenta el primer uniforme de cadets de la Flota Estel·lar a la versió de finals del segle XXIV.
Els bolians apareixen en nombrosos episodis de diverses sèries de Star Trek i gairebé sempre són retratats calbs. Mitena Haro és un dels tres únics membres d'aquesta raça que tenen el cap pelu..
L'actor alemany Reiner Schöne va interpretar el paper d'Esoqq, però era irreconeixible darrere de la màscara.
La roba d'Esoqq es va reutilitzar en una forma modificada a la sèrie Star Trek: Deep Space Nine com a roba per al personatge secundari Morn a partir de 1993.

## Premis
"Lleialtat" va ser nominada a un Emmy com a Assoliment destacat en maquillatge per a una sèrie.

## Recepció
El 2012 Keith R.A. DeCandido va qualificar "Lleialtat" a tor.com com un episodi mediocre de Star Trek: La nova generació. Va trobar la història sobre l'empresonat Picard molt reeixida, però la del seu doppelganger feble i previsible.
El 2018, Popular Mechanics va destacar "Lleialtat" com un dels millors episodis de Capità Picard i com a recomanat la seva visió perquè el públic es prepari per la nova sèrie de televisió basada en aquest personatge, Star Trek: Picard.
El 2017, Syfy va qualificar el Chalnoth que apareix en aquest episodi, un dels 11 aliens més estranys de Star Trek: La nova generació.

## Llançaments
L'episodi es va publicar amb la caixa del DVD de la tercera temporada de Star Trek: La nova generació, llançat als Estats Units el 2 de juliol de 2002. Tenia 26 episodis de la temporada 3 en set discos, amb una pista d'àudio Dolby Digital 5.1. Va ser llançat en Blu-ray d'alta definició als Estats Units el 30 d'abril de 2013.